# Charles Dumoulin (général)
Pour les articles homonymes, voir Dumoulin.
Ne doit pas être confondu avec Charles Dumoulin ou Pierre Charles Dumoulin.
Charles Dumoulin, né le 16 janvier 1768 à Limoges et mort le 17 octobre 1847 à Strasbourg, est un général français de la Révolution et de l’Empire.

## Pendant la Révolution
Charles Dumoulin naît dans une auberge tenue par ses parents, François Dumoulin et Marie Parjadis, veuve en premières noces de Martial Rouffié. Le baptême a lieu le lendemain, à l'église Saint-Domnolet. Son parrain est son demi-frère, Charles Rouffié, issu de la première union de sa mère. Son père meurt en 1782, alors qu'il a 14 ans. Bon élève, il est remarqué à l'école par le curé de la paroisse. Il suit une formation qui lui permet d'avoir à 17 ans une instruction suffisante pour obtenir un poste de maître d'études à Paris, au Collège de Lisieux.
Lors d'un interrogatoire judiciaire en l'an III de la République, Charles Dumoulin déclare qu'entre 1785 et 1792, soit de 17 à 24 ans, il habite Paris « où il était professeur au Collège de Lisieux ». Cette assertion est exagérée, car il ne peut, en considération de son âge, qu'y être maître d'études ou répétiteur, ce qui est au demeurant, une place montrant sa bonne éducation. C'est vers cette époque qu'il compose poèmes et autres écrits.
À la suite de la déclaration de guerre en date du 20 avril 1792, par l'assemblée législative à l'empereur d'Autriche, les États européens hostiles à la Révolution forment une coalition. Les armées prussiennes et autrichiennes s'avancent en territoire français, précipitant un grand mouvement de conscription volontaire. Il s'engage en 1793 et commence sa carrière militaire comme lieutenant au 1er bataillon de grenadiers de Paris, ce qui démontre qu'il a des relations dans le milieu jacobin.
Il part à l'armée du Nord participer au siège de Valenciennes. Le 1er mai, après 15 jours à la 8e compagnie, Charles Dumoulin est élu capitaine de la 2e compagnie par le conseil d'administration de son bataillon. Le 28 juillet, la place forte est obligée de se rendre. Les honneurs de la guerre sont rendus à la garnison par les Anglais vainqueurs, mais 3 otages sont conservés parmi lesquels le capitaine Charles Dumoulin.

## L'insurrection de Lyon
Libéré en août, Dumoulin rejoint sa troupe au siège de Lyon, en état de révolte contre la République. Le 30 septembre 1793, le commandant Albert Desvignes, chef de bataillon des Grenadiers de Paris, est tué par des insurgés au pont Morand. Le lendemain 1er octobre 1793, le capitaine Dumoulin est élu pour reprendre le commandement à 27 ans. Après un siège de plusieurs mois, la ville est prise le 9 octobre 1793. Une répression terrible est menée par Collot d'Herbois et Fouché et va durer plusieurs mois jusqu'au printemps 1794 et fera plusieurs milliers de victimes, fusillés, guillotinés ou mitraillés par canonade.
Chargé, après la fin du Soulèvement de Lyon contre la Convention nationale de reconstituer son bataillon entamé par les combats, il obtient l'autorisation de recruter. Il incorpore alors à son bataillon plusieurs centaines de jeunes lyonnais échappés du massacre mais qui ne peuvent justifier d'un brevet de civisme. Dans les premiers jours de l'année 1794, il conduit son bataillon ainsi reconstitué dans la vallée de la Maurienne où il prend ses cantonnements.
Dénoncé pour ces incorporations, il est traduit devant le Tribunal révolutionnaire. De cet épisode il raconte :

« Je fus arrêté, emprisonné et jugé par la commission du Tribunal Révolutionnaire et condamné à mort. Les grenadiers de mon bataillon me firent échapper des mains des gendarmes. Je vécus errant et caché pendant huit mois après la mort de Robespierre. »

— Vie extraordinaire du général comte Charles Du Moulin, Jules Tintou.

## Campagne d'Italie et de Suisse
Remis en activité sur un rapport de Merlin de Douai, Charles Dumoulin est réintégré dans Armée des Alpes le 4 octobre 1794, puis est suspendu et emprisonné, destitué et emprisonné à nouveau le 31 mars 1795, avant d'être finalement réintégré le 22 septembre 1795. Charles Dumoulin est alors affecté à l'état major de Guillaume Brune où il demande à participer à la campagne d'Italie. Bonaparte, nommé à la tête de cette nouvelle armée, appelle Dumoulin qui reprend sa place de commandant chef de bataillon et forme, avec la 18e demi-brigade et la 75e demi-brigade, la brigade Claude-Victor Perrin, de la division Pierre Augereau, avec son collègue chef de bataillon Louis-Gabriel Suchet.
Dumoulin participe à toutes les batailles importantes de la campagne d'Italie, notamment à la bataille du pont d'Arcole, Rivoli, Mantoue, puis après l'armistice et le traité de Leoben, il reste quelques mois à Padoue.
En 1798, il participe à la campagne de Suisse, où il se distingue à la tête de la 18e demi-brigade. Il est nommé le 23 mars 1798, chef de brigade en remplacement de Suchet, devenu général, colonel du 7e régiment de hussards (la fameuse brigade infernale) puis aide de camp de Brune. Le 24 mars 1799, il est commandant provisoire du 5e régiment de chasseurs à cheval. La campagne d'Helvétie se termine par la transformation de la Suisse en République helvétique, alliée de la France.
Sans affectation, il est à Paris en septembre 1799, sans doute pour demander le commandement définitif du 5e régiment de chasseurs en remplacement du colonel Poichet, en position de départ à la retraite.

## 18 Brumaire
Charles Dumoulin se trouve à Paris lors des évènements du coup d'État du 18 brumaire. Dans une lettre en date du 20 octobre 1801, au ministre de la guerre Berthier, il précise :

« Oui, je suis monté à la tête des grenadiers à Saint Cloud. Oui, j'ai enlevé le premier Consul de la salle des Cinq-Cents, quand les assassins fondaient sur lui, et cependant je me suis tu pendant deux ans, satisfait d'avoir obéi à l'impulsion de mon cœur. »

Ces faits ne sont pas exacts et cette lettre est écrite sous le coup de la colère contre son supérieur du moment, le général Victor Emmanuel Leclerc, beau-frère de Bonaparte, qui revendiquait avoir « dispersé les Cinq-Cents », avec Joachim Murat, l'autre beau-frère.
L'intervention de Dumoulin est probable lors de l'irruption dans la salle de l'Orangerie pour aller délivrer Lucien Bonaparte, aux prises avec les députés votant la mise « hors la loi», c'est-à-dire la mort, de Napoléon Bonaparte. 
Dans ses Mémoires historiques sur Napoléon Ier, la duchesse Laure Junot d'Abrantès écrit que Napoléon Bonaparte, ayant appris que son frère Lucien était en danger au milieu des députés menaçants et armés, se serait tourné vers un officier qu'il connaissait bien, à quelques pas de lui, aide de camp du général Brune resté en Hollande, et lui aurait dit :
« Colonel Dumoulin, prenez un bataillon de grenadiers et allez délivrer mon frère ».
L'intervention de Dumoulin aux événements du coup d’État du 18 brumaire ne semble pas s'être limitée au sauvetage de Lucien dans la salle des Cinq-Cents en fin d'après midi. En effet le général Gaspard Gourgaud, écrivant à Sainte-Hélène sous la dictée de l'Empereur ses Mémoires pour servir à l'histoire de France sous Napoléon Ier, mentionne le nom de « Colonel Moulin, aide de camp de Brune » (ce qui doit être considéré comme une erreur de dictée), juste avant la dispersion et en ces termes :

« Les cris, les vociférations continuent, le colonel Moulin, aide de camp de Brune, qui venait d'arriver de Hollande, fait battre la charge. Le tambour met fin aux clameurs, les soldats entrent dans la salle, baïonnette en avant »

— Mémoires pour servir à l'Histoire de France sous Napoléon 1er, général Gourgaud
Les faits semblent confirmés par le fait que dans une lettre de décembre 1799, le général Berthier annonce à Dumoulin qu'il a été désigné pour recevoir un sabre d'honneur « comme témoignage de satisfaction pour services rendus à la République et à la Liberté particulièrement dans la journée du 18 brumaire. »

## Chouannerie, Italie, Austerlitz
Nommé Général de brigade le 6 janvier 1800, il est affecté à l'armée de l'Ouest sous les ordres de Gardanne où il se distingue lors de la bataille de Saint-James et de la bataille des Tombettes, contre les chouans en Ille-et-Vilaine et dans la Manche. Il participe ensuite à la deuxième campagne d'Italie. Il est muté à la division Gardanne, son ancien chef à l'armée de l'Ouest, et c'est à la tête d'une brigade d'infanterie qu'il prend part à la bataille de Marengo. La division Gardanne, attaquée par la principale colonne autrichienne bien supérieure en nombre, dispute le terrain contre les attaques ennemies et permet ainsi l'arrivée de la division Desaix, qui décide de la victoire. Envoyé en mission à Cadix en 1801, il passe à l'armée de Hanovre de 1803 à 1805.
Commandant la première brigade de la division Rivaud en août 1805, il arrive avec le corps de Bernadotte tout entier à Brno le 30 novembre et le lendemain, se réunit au gros de l'armée pour la bataille d'Austerlitz où son intervention et son maintien sur le plateau de Pratzen, face aux attaques du Régiment Préobrajensky de la garde russe, puis de trois escadrons des chevaliers-gardes sous les ordres du prince Repnine-Volkonski, qui viennent d'arriver d'Austerlitz, est décisive.

## Mariage avec la comtesse von Eckart
Le général Dumoulin arrive à Munich l'année suivante où il revoit lors d'un bal de la noblesse bavaroise la fille unique du baron von Eckart, ministre et ami du roi de Bavière, Catherine-Eugénie von Eckart, qu'il avait rencontrée un an auparavant lors de son passage à Francfort-sur-le-Main avec l'armée de Bernadotte. Il tombe amoureux de la jeune fille âgée de 21 ans et celle-ci « partage sa flamme » mais du fait de l'opposition des parents de la jeune femme à cette union, il organise la fugue de la jeune Eugénie ; le jeune couple se réfugie à Paris le 20 juin 1806, et s'installe à l'hôtel d'Angleterre.
Accusé par le père de la jeune fille d’enlèvement, une plainte est déposée contre lui ; lorsque Napoléon en est informé, il ordonne une double enquête à Fouché et à Berthier. Dans une missive de Napoléon à Berthier du 7 juillet 1806, il dit :

« Je vous envoie un rapport dont l'objet me parait fort extraordinaire. Il me semble qu'il n'y a pas d'autre parti à prendre que d'engager le père de la demoiselle à la marier au général Dumoulin ; c'est ce que la prudence exige en pareil cas. Tâchez de savoir si le général Dumoulin est dans l'intention d'épouser cette demoiselle et parlez-en au roi de Bavière. Après bien des éclats, le père sentira qu'il finirait par regretter que la chose ne se soit pas arrangée ainsi. Si elle ne peut pas s'arranger et que le général Dumoulin refuse d'épouser la demoiselle, mon intention est de le faire arrêter. Mettez cependant dans tout cela une sage prudence. »

## Arrestation
Encore accusé par le père d'avoir contracté un premier mariage à Fech en Moravie le 5 janvier 1806, avec Victoire Kugler, Dumoulin est poursuivi pour bigamie. Lorsqu'il revient prendre son poste à Munich, il est mis aux arrêts par Berthier et rayé des cadres de l'armée le 20 septembre 1806. Après enquête du Grand Juge Claude Ambroise Régnier, son premier mariage se révèle inexistant au regard des lois françaises et il ne peut pas être accusé de bigamie, car il ne s'est pas marié avec la demoiselle von Eckart et celle-ci étant majeure, elle avait le droit de le suivre à Paris. Dumoulin échappe aux poursuites criminelles et fait déclarer que son mariage en Moravie est nul et non avenu comme n'ayant pas été transcrit sur les registres français. Le baron von Eckart donne son consentement au mariage de sa fille unique et le mariage a lieu, dans la chapelle électorale de Saxe, au château de Leipzig le 11 décembre 1806.
Réintégré dans son grade, Dumoulin part en Italie sous Eugène de Beauharnais en 1807, puis rejoint l'Espagne de 1808 à 1811. Présent à la campagne de Saxe en 1813, il se retire en Bavière après le désastre de Leipzig dans la propriété de sa femme au château de Bertholdsheim, à côté de la ville de Neubourg, au bord du Danube, et ne participe pas à la campagne de France.

## Après la chute de l'Empire
Absent aussi aux Cent-Jours, il peut, à la Seconde Restauration, s'en prévaloir auprès de Louis XVIII qui le fait baron le 12 février 1817. Commandant le département du Tarn en 1818, il est fait vicomte en 1821 et comte en 1822. Enfin Dumoulin obtient le commandement du département du Bas-Rhin le 3 septembre 1823. Grand Officier de la Légion d'honneur le 23 mai 1825, il est admis à la retraite le 18 juillet 1830 et meurt à Strasbourg le 17 octobre 1847.
Père de dix enfants, il laisse une nombreuse descendance tant en France qu'en Allemagne sous les noms de Du Moulin Eckart et von der Mühle Eckart, dont l'historien écrivain allemand Richard von der Mühle Eckart, spécialiste de Richard Wagner. Son unique fille, Aimée du Moulin, avait épousé un officier dauphinois, Joseph du Beylié dont le fils Léon de Beylié sera général et le principal donateur du musée de Grenoble.
L'un des fils du général, Jules Du Moulin, officier de chasseurs à Besançon, est le père biologique de Jules Ménétrier, qui prétendait être l'héritier du trône de France à la fin du XIXe siècle.